# Noch (Modelleisenbahn)
Die Noch GmbH & Co. KG mit Sitz in Wangen im Allgäu ist Hersteller und Importeur von Modellbahnzubehör. Noch ist ein Spezialist für den Landschaftsbau und vertreibt Produkte für alle gängigen Modellbaugrößen.

## Unternehmensgeschichte
Der Leipziger Klempnermeister Oswald Noch zog mit seiner Familie nach der Geburt des ersten Sohnes Oswald Erich Noch 1909 nach Glauchau (Sachsen), wo er am 19. Januar 1911 eine Klempnerei übernahm und vergrößerte, aus der sich in den folgenden Jahrzehnten das Modellbauunternehmen Noch entwickelte. Als der Sohn Erich nach erfolgreichem Studium der Elektrotechnik ein kleines Tochterunternehmen der Klempnerei eröffnete und Elektroartikel verkaufte, begann die eigentliche Geschichte des Modellbaus bei Noch.
Zunächst häuften sich vor Weihnachten die Anfragen, ob der Elektriker nicht einige Modelleisenbahnen reparieren könne, woraufhin er damit begann, in seinem Laden Lokomotiven von Märklin zu verkaufen. Als Erich Noch 1936 den Schreinermeister Ernst Hecker kennenlernte, der kleine Häuser für Modellbahnen baute, wurde die Firma Noch zum Modellbahnhersteller.
Bevor das Unternehmen allerdings anfangen konnte, eigene Produkte auf den Markt zu bringen, unterbrach der Zweite Weltkrieg die Pläne. Während Erich Noch in Frankreich kämpfte, ruhte das Geschäft in Glauchau. Nach dem Kriegsende begann das Unternehmen, für wohlhabende Kunden aus Gips und Holz individuelle Modelllandschaften herzustellen. Ab 1949 wurden die ersten eigenen Produkte vorgestellt – Tunnel, Gebäude, aber auch Gleise und sogar Waggons. Doch in der jungen DDR drohte der Firma die Verstaatlichung, und so gaben 1956 Erich Noch und seine Familie die Firma in Glauchau auf und flohen in den Westen.
In Maisach bei München begann die Familie dann, das Unternehmen wieder aufzubauen. Das Sortiment wurde in weiten Teilen beibehalten; lediglich auf Waggons wurde verzichtet. Hauptverkaufsartikel waren weiterhin Fertiggelände und Sonderanfertigungen. Mit seinen Produkten trat Noch auf der Nürnberger Spielwarenmesse auf und hatte nach wenigen Jahren wieder Erfolg. 1961 zog das Unternehmen nach Wangen im Allgäu, wo es bis heute seinen Sitz hat. Mit dem Umzug in neue Firmengebäude begann auch ein neues Kapitel der Modellbauproduktion: Erich Noch führte die Tiefziehtechnik für den Modellbau ein; er fertigte als erster in diesem Verfahren Tunnelmodelle.
Nach den Jahren des Umzugs und Neuanfangs kam das Unternehmen in ruhigeres Fahrwasser. Das Landschaftssortiment wurde über die Jahre vielfältiger und bediente bald auch Kunden, die ihre Modellbahnanlagen selbst bauen wollten. Neben Grasmatten, Bäumen und Ausschmückungsszenen wurde zum individuellen Gestalten von Tunneln und Bergen in den 1970er Jahren das Terraform-System vorgestellt. Als die Nachfrage nach Fertiggelände in den 1980er Jahren zurückging, konnte sich die Firma auf die gleichzeitig steigende Beliebtheit der Terraform-Elemente stützen.
Das Autorailsystem führte 1982 eine Methode ein, Modellautos über Magneten durch unterirdische Elektrozüge auf der Straße zu bewegen. Vier Jahre später stellte das Unternehmen eine neue hochpräzise Fertigungsart für Tunnel und Modelle vor, den Hartschaum. Auch andere Industriezweige entdeckten die vielfältigen Möglichkeiten des Hartschaums und gaben Displays oder Dekorationen aus diesem Material bei Noch in Auftrag.

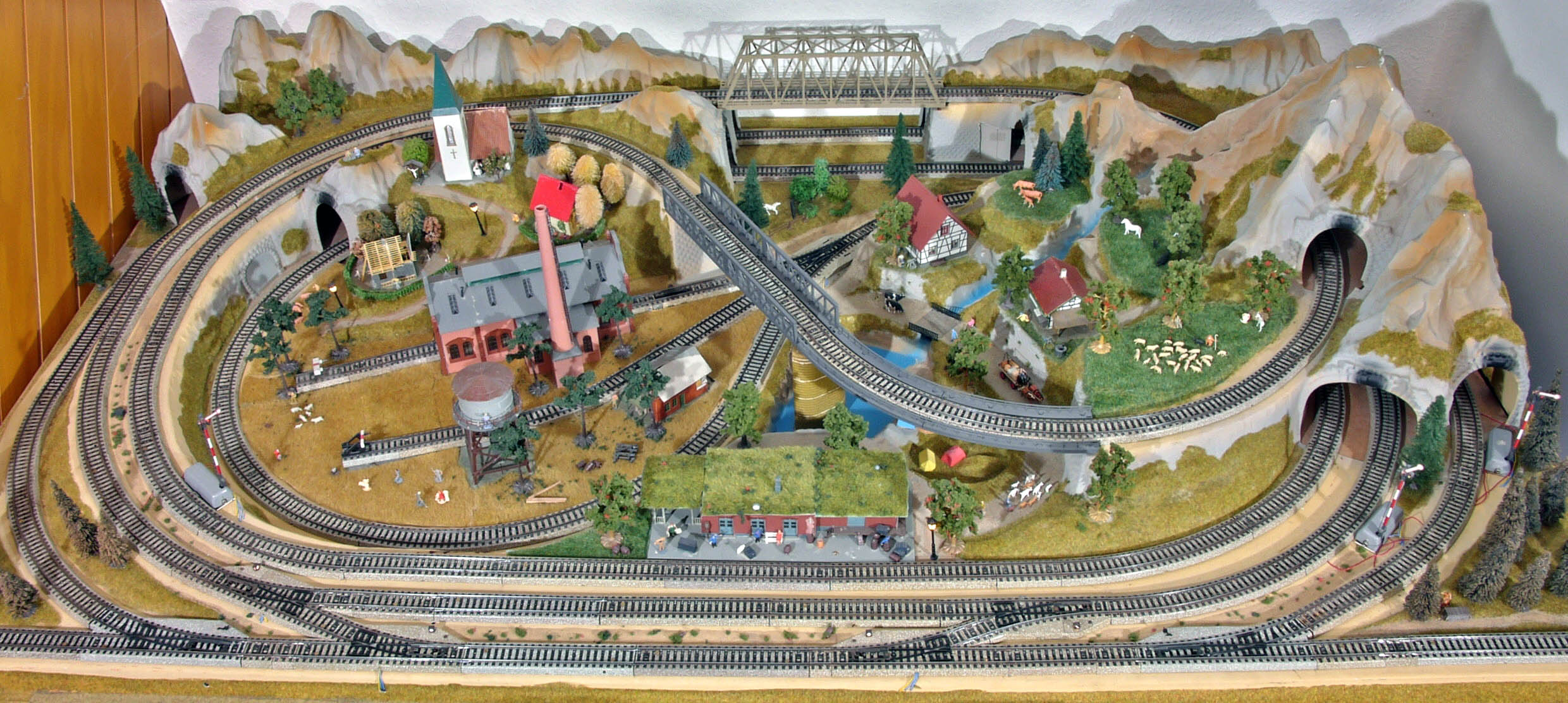
H0-Platte Mittenwald

Nachdem Erich Noch und einige Jahre später dessen Sohn Peter gestorben war, übernahm 1997 Dr. Rainer Noch, der Urenkel des Firmengründers Oswald Noch, die Leitung des Unternehmens und ließ sie umbauen und erweitern.
Seit 2008 bietet Noch die LaserCut-Pflanzen an, und 2010 wurden die ersten LaserCut-Gebäude auf der Spielwarenmesse vorgestellt.
2009 wurde in Vietnam die Firma NOCH Asia als 100%ige Tochter Gesellschaft gegründet.
Heute ist Noch der deutsche Distributor für Athearn und KATO. Neben einer großen Palette an Material für den Landschaftsbau sind Fertiggelände aus Kunststoff das bekannteste Produkt der Firma.

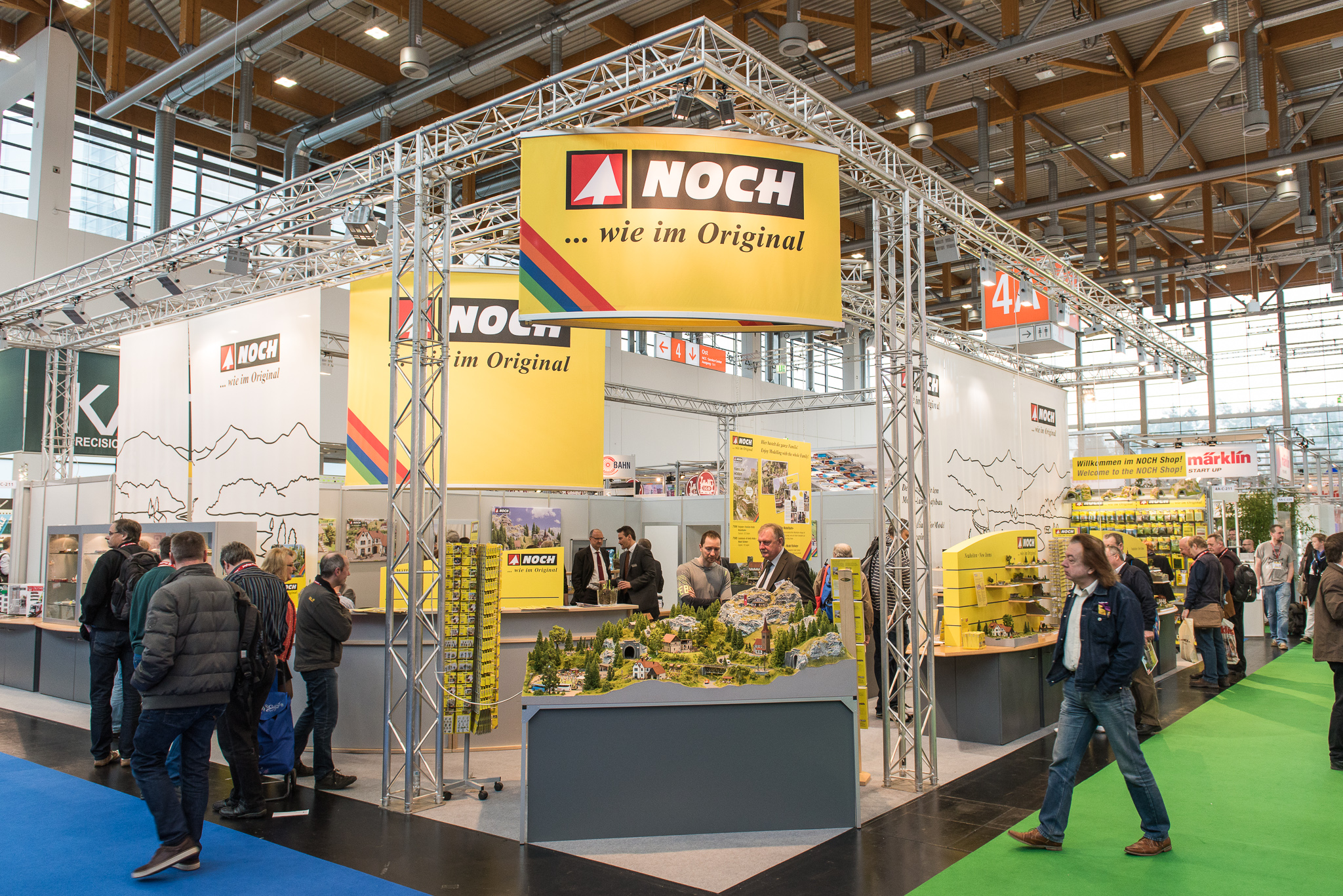
Stand auf der Nürnberger Spielwarenmesse 2016